# Slieve Bernagh Bog SAC
Slieve Bernagh Bog SAC este o arie protejată (arie specială de conservare — SAC, sit de importanță comunitară — SCI) din Irlanda întinsă pe o suprafață de 1.945,63 ha, integral pe uscat.

## Localizare
Centrul sitului Slieve Bernagh Bog SAC este situat la coordonatele 52°50′21″N 8°33′06″W / 52.839278°N 8.551763°V.

## Înființare
Situl Slieve Bernagh Bog SAC a fost declarat sit de importanță comunitară în iunie 2003 pentru a proteja 1 specie de animale. Situl a fost protejat și ca arie specială de conservare în iulie 2022.

## Biodiversitate
Situată în ecoregiunea atlantică, aria protejată conține 3 habitate naturale: Pajiști umede nord-atlantice cu Erica tetralix, Pajiști uscate europene, Turbării de acoperire (* exclusiv pentru turbării active).
La baza desemnării sitului se află o specie protejată de  păsări: erete vânăt (Circus cyaneus).
Pe lângă speciile protejate, pe teritoriul sitului au mai fost identificate 1 specie de păsări, 1 specie de mamifere.